# Castra Servilia
Castra Servilia  fue un campamento romano permanente situado en las inmediaciones de la actual ciudad de Cáceres, España. Se sabe de su fundación en el contexto de las guerras contra lusitanos y vetones por Quinto Servilio Cepión hacia el año 139 a. C., aunque su localización actual está sometida a controversia: para unos está situada en las ruinas de "Cáceres el Viejo" al lado de la barriada de la urbanización Cáceres el Viejo, donde otros localizan Castra Cecilia, del cual encontramos referencias en el Itinerario de Antonino del siglo III, mientras que para otros este campamento estaría situado a las afueras de Cáceres, en la zona de la Ribera del Marco y la barriada de San Blas o incluso en lo que hoy es la Ciudad Monumental.
Según el historiador Antonio Álvarez Rojas, Castra Servilia era el lugar donde acampaba la "canabae legionis", es decir el grupo de artesanos, familia, mercaderes y otra clase de acompañantes de la legión que se instaló en Castra Cecilia. Por ello, dicha zona debería estar próxima a la segunda, cerca de algún arroyo, delimitando dicha situación en la actual barriada de San Blas, el Seminario, o el Edificio Valhondo, donde son más abundantes los restos arqueológicos.

## Fuente
- "Fortificaciones romanas en Extremadura", A. Alonso Sánchez, 1988, Ed. Universidad de Extremadura.
- "Catálogo monumental de España. Provincia de Cáceres", J. R. Mélida, 1924. Madrid.
- "Castillos de Extremadura", G. Velo y Nieto, 1969. Madrid.
- "La Colonia Norba y los campamentos de Servilio y Metelo", A. Rojas Álvarez.

- Datos: Q5757857